# 大阪府道186号大阪羽曳野線
大阪府道186号大阪羽曳野線（おおさかふどう186ごう おおさかはびきのせん）は、大阪府大阪市平野区から羽曳野市に至る一般府道である。

## 概要
大阪市平野区流町1丁目から羽曳野市軽里3丁目に至る。
国道や他の府道との重複区間も短い区間が複数箇所あり、ルートがわかりづらい。

### 路線データ
- 起点：大阪府大阪市平野区流町1丁目（流町1交差点、国道479号・大阪府道5号大阪港八尾線交点）
- 終点：大阪府羽曳野市軽里3丁目（大阪府道31号堺羽曳野線交点）

## 路線状況

### 通称
- 南港通

### 重複区間
- 大阪府道42号・179号住吉八尾線（大阪市平野区長吉川辺4丁目 - 松原市大堀3丁目）
- 国道170号大阪外環状線（藤井寺市大井2丁目・新大井橋南詰交差点 - 藤井寺市沢田2丁目・沢田交差点）
- 大阪府道・奈良県道12号堺大和高田線（藤井寺市沢田2丁目・沢田交差点 - 藤井寺市小山1丁目・小山交差点）
- 国道170号大阪外環状線（藤井寺市野中1丁目・野中北交差点 - 藤井寺市野中5丁目・野中南交差点[注釈 1]）

### 道路施設

#### 橋梁
- 明治橋（大和川・東除川、大阪市平野区）

## 地理

### 通過する自治体
- 大阪府
  - 大阪市（平野区） - 松原市 - 八尾市 - 藤井寺市 - 八尾市 - 藤井寺市 - 八尾市 - 藤井寺市 - 羽曳野市

### 交差する道路
| 交差する道路                                                                          | 市町村名 | 市町村名 | 交差する場所  | 交差する場所                |
| ------------------------------------------------------------------------------------- | -------- | -------- | ------------- | --------------------------- |
| 国道479号 大阪府道5号大阪港八尾線                                                     | 大阪市   | 平野区   | 流町1丁目     | 流町1交差点 / 起点          |
| 大阪府道42号・179号住吉八尾線 / 長居公園通                                            | 大阪市   | 平野区   | 長吉出戸4丁目 | 長吉出戸南交差点            |
| 大阪府道42号・179号住吉八尾線 / 旧道                                                  | 大阪市   | 平野区   | 長吉長原3丁目 |                             |
| 大阪府道42号・179号住吉八尾線 重複区間起点                                            | 大阪市   | 平野区   | 長吉川辺4丁目 |                             |
| 阪神高速14号松原線                                                                    | 松原市   | 松原市   | 大堀4丁目     | 14-08 大堀出入口            |
| 大阪府道42号・179号住吉八尾線 重複区間終点 大阪府道187号大堀堺線                      | 松原市   | 松原市   | 大堀3丁目     |                             |
| 大阪府道2号大阪中央環状線 / 新道                                                      | 松原市   | 松原市   | 大堀5丁目     | [ 注釈 2 ]                  |
| 大阪府道2号大阪中央環状線 / 旧道                                                      | 藤井寺市 | 藤井寺市 | 津堂2丁目     | 大正橋南詰交差点            |
| 国道170号 / 大阪外環状線 重複区間起点 大阪府道174号八尾道明寺線                       | 藤井寺市 | 藤井寺市 | 大井2丁目     | 新大井橋南詰交差点          |
| 国道170号 / 大阪外環状線 重複区間終点 大阪府道・奈良県道12号堺大和高田線 重複区間起点 | 藤井寺市 | 藤井寺市 | 沢田2丁目     | 沢田交差点                  |
| E25 西名阪自動車道                                                                    | 藤井寺市 | 藤井寺市 | 沢田1丁目     | 藤井寺IC前交差点 1 藤井寺IC |
| 大阪府道2号大阪中央環状線 / 旧道 大阪府道・奈良県道12号堺大和高田線 重複区間終点      | 藤井寺市 | 藤井寺市 | 小山1丁目     | 小山交差点                  |
| 大阪府道190号西藤井寺線                                                               | 藤井寺市 | 藤井寺市 | 藤井寺1丁目   |                             |
| 国道170号 / 大阪外環状線 重複区間起点                                                 | 藤井寺市 | 藤井寺市 | 野中1丁目     | 野中北交差点                |
| 大阪府道31号堺羽曳野線                                                                | 藤井寺市 | 藤井寺市 | 野中1丁目     | 野中交差点                  |
| 国道170号 / 大阪外環状線 重複区間終点                                                 | 藤井寺市 | 藤井寺市 | 野中5丁目     | 野中南交差点                |
| 大阪府道31号堺羽曳野線                                                                | 羽曳野市 | 羽曳野市 | 軽里3丁目     | 終点                        |

### 交差する鉄道
- Osaka Metro谷町線
- 近鉄南大阪線

### 沿線
- Osaka Metro谷町線
  - 平野駅 - 出戸駅
- 大阪教育大学附属平野小学校
- 常磐会短期大学
- 常磐会学園大学
- 大阪市立長吉西中学校
- 大阪府立長吉高等学校
- E25 西名阪自動車道・E26 近畿自動車道・E26 阪和自動車道 10 松原JCT
- 阪神高速14号松原線 14-09 松原JCT
- 藤井寺市立図書館
- 藤井寺市役所
- 藤井寺市立藤井寺中学校
- 大阪府立藤井寺工科高等学校
- 日本武尊白鳥陵